# Ernst Seifert (Mediziner)
Ernst Heinrich Eugen Seifert (* 9. November 1887 in Würzburg; † 29. August 1969 ebenda) war ein deutscher Chirurg, SA-Führer und Hochschullehrer.

## Leben
Ernst Seifert war der Sohn des Würzburger Rhino-Laryngologen und Mitverfassers eines verbreiteten Nachschlagewerks Otto Seifert. Nach der Reifeprüfung absolvierte er ab 1907 ein Medizinstudium an den Universitäten Erlangen, Würzburg und Kiel, das er 1912 mit der Promotion zum Dr. med. abschloss. Während des Studiums schloss er sich 1907 der Burschenschaft Bubenruthia in Erlangen an. Als Assistent war er ab 1912 am Anatomischen Institut der Universität Würzburg tätig, wechselte 1913 kurzzeitig nach Hamburg sowie schließlich nach London. Seifert, der 1913 nach Würzburg zurückkehrte, war an der damals noch im Juliusspital befindlichen Chirurgischen Universitätsklinik unter Eugen Enderlen beschäftigt und wurde noch im selben Jahr approbiert. Von 1913 bis 1919 gehörte er der Fortschrittlichen Volkspartei an und nahm zwischenzeitlich am Ersten Weltkrieg teil, währenddessen er zu den Hilfsassisten des Juliusspitals gehörte. In Würzburg, wo er 1918/1919 3. Universitäts-Assistent (1918 unter Eugen Enderlen, 1918/1918 unter Fritz König) bzw. 2. Universitäts-Assistent (1919 bis 1920 unter König) war, habilitierte er sich 1919 bei Fritz König für Chirurgie und wirkte dort anschließend als Nachfolger von Richard Hagemann als 1. Universitäts-Assistent (1920/1921 und 1921 und König) und als Privatdozent beziehungsweise ab 1923 als nichtbeamteter außerordentlicher Professor. Ab 1926 war er zudem als Oberarzt an der Chirurgischen Klinik des Universitätsklinikums Würzburg (Luitpoldkrankenhaus) beschäftigt.
Seifert war von 1922 bis 1931 Mitglied des bayerischen Wehrverbandes Reichsflagge. Von 1931 bis 1933 gehörte er dem Stahlhelm an. 1933 wurde er Mitglied der NSDAP und der SA, bei der er den Rang eines Sanitäts-Obersturmbannführers erreichte, zudem war er aktiv im Nationalsozialistischen Deutschen Dozentenbund tätig.
Ab Herbst 1934 übernahm Seifert in Würzburg für etwa ein halbes Jahr die Lehrstuhlvertretung des aus dem Hochschuldienst ausgeschiedenen bzw. amtsenthobenen Professors und Geheimrats König, bis am 1. März 1935 Max Kappis auf den Lehrstuhl für Chirurgie berufen wurde. Nach dem Rücktritt des Würzburger Rektoren Johannes Reinmöller forcierte insbesondere Gauleiter Otto Hellmuth aus parteipolitischen Gründen Seifert als dessen Nachfolger im Rektorenamt. Da Oberarzt Seifert jedoch nicht wie üblich für diese Position ein Ordinariat bekleidete und Kappis Lehrstuhlinhaber für Chirurgie war, wurde für ihn „durch die Umwandlung der nicht besetzten außerordentlichen Professur für Mathematik eine außerordentliche Professur für Chirurgie eingerichtet“. Nachdem Paul Branscheidt 1937 vorübergehend das Rektorat übernommen hatte, amtierte Seifert von 1938 bis 1945 als Rektor der Universität Würzburg. In diesem Zusammenhang verschärften sich die bereits bestehenden Kompetenzstreitigkeiten mit dem Lehrstuhlinhaber und Klinikleiter Kappis. Nach Kappis’ plötzlichen Tod erhielt Seifert Anfang Juni 1939 ohne das übliche Berufungsverfahren den Lehrstuhl für Chirurgie. Er wurde zudem Leiter der Chirurgischen Universitätsklinik im Würzburger Luitpoldkrankenhaus. Ein von Seifert angestrebter Wiederanschluss des Juliusspitals an die Universitätsklinik gelang nicht.
Nach der Befreiung vom Nationalsozialismus wurde Seifert 1945 aus politischen Gründen von der amerikanischen Militäradministration vom Hochschuldienst suspendiert. Nach einem Spruchkammerverfahren wurde er als Mitläufer entnazifiziert. Während dieses Verfahrens bekundeten Zeugen, dass er nicht nur aus parteipolitischen Gründen das Rektorenamt erhalten hatte, sondern im Wesentlichen aufgrund seiner wissenschaftlichen und ärztlichen Fähigkeiten. Ein gegen ihn angestrengtes Strafverfahren aufgrund seiner Teilnahme an den Novemberpogromen 1938 (insbesondere bei der Zerstörung von Gebäuden der Synagoge) in Würzburg wurde 1950 eingestellt, da ihm eine „Rädelsführerschaft“ im Zuge der Ausschreitungen nicht nachgewiesen wurde. Von 1950 an war er bis zu seinem Ableben als Chirurg an der Rotkreuzklinik in Würzburg beschäftigt. Er wurde 1952 emeritiert.
Seifert war mit Gertrud Helene, einer Tochter des Hygienikers Karl Bernhard Lehmann, verheiratet.

## Schriften (Auswahl)
- Kritische Studie zur Lehre vom Zusammenhang zwischen Nase und Geschlechtsorganen. Medizinische Dissertation an der Universität Würzburg 1912.
- Zur Funktion des großen Netzes: eine experimentelle Studie; zugleich ein Beitrag zur Kenntnis vom Schicksal feinkörniger Stoffe in der Peritonealhöhle. Laupp, Tübingen 1920 (= Bruns’ Beiträge zur klinischen Chirurgie. Band 119). Zugleich Habilitationsschrift an der Universität Würzburg 1919.
- Bluttransfusion. Kabitzsch, Leipzig/Würzburg 1919 (= Würzburger Abhandlungen aus dem Gesamtgebiet der praktischen Medizin. Band 18, 3/4).
- Chirurgie des Kopfes und Halses für Zahnärzte. J. F. Lehmanns Verlag, München 1922 (= Lehmanns medizinische Lehrbücher. Band 2); 2. Auflage: Lehrbuch der Chirurgie des Kopfes und Halses für Zahnärzte. 1931.
- Über die schmerzhafte Schulterversteifung (Periarthritis humeroscapularis). C. Kabitzsch, Leipzig 1930 (= Würzburger Abhandlungen aus dem Gesamtgebiet der Medizin. Band 26; Neue Folge, Band 6, Heft 8).
- mit Fritz König: Wesen, Erkennung und Behandlung der Krebskrankheit. Enke, Stuttgart 1937 (= Neue deutsche Chirurgie. Band 57).
- mit Wilhelm Tönnis und Traugott Riechert: Kopfverletzungen. J. F. Lehmanns Verlag, München/Berlin 1938 (= Taschenbücher des Truppenarztes. Band 2).
- Einweihung des Instituts für Rassenbiologie. 3. Mai 1939. In: Würzburger Universitätsreden 1938–1940. S. 20.
- Leitfaden der örtlichen Betäubung. Lehmann, München 1955.
- Der Wandel im menschlichen Schmerzerleben : Versuch e. Brückenschlags vom chirurg. Alltag unseres Heute zurück zum Einst d. Vorfahren. Lehmann, München 1960.
- Eine Chirurgensippe durch zwei Jahrhunderte. In: Cesra-Säule. Band 9, 1962, S. 193–200.